# Nejlepší střelec (KHL)
Nejlepší střelec je každoročně udělované ocenění pro hráče, jenž vstřelí v sezóně Kontinentální ligy nejvíce gólů.

## Držitelé
| Ročník                      | Hráč                     | Tým                                              | Počet branek |
| --------------------------- | ------------------------ | ------------------------------------------------ | ------------ |
| 2008/2009                   | Jan Marek a Pavel Brendl | Metallurg Magnitogorsk a Torpedo Nižnij Novgorod | 35           |
| 2009/2010                   | Marcel Hossa             | Dinamo Riga                                      | 35           |
| 2010/2011                   | Roman Červenka           | Avangard Omsk                                    | 31           |
| 2011/2012                   | Brandon Bochenski        | Barys Astana                                     | 27           |
| 2012/2013                   | Sergej Mozjakin          | Metallurg Magnitogorsk                           | 35           |
| 2013/2014                   | Sergej Mozjakin          | Metallurg Magnitogorsk                           | 34           |
| 2014/2015                   | Steve Moses              | Jokerit Helsinky                                 | 36           |
| 2015/2016                   | Sergej Mozjakin          | Metallurg Magnitogorsk                           | 32           |
| 2016/2017                   | Sergej Mozjakin          | Metallurg Magnitogorsk                           | 48           |
| 2017/2018                   | Nigel Daws               | Barys Astana                                     | 35           |
| 2018/2019                   | Kirill Kaprizov          | CSKA Moskva                                      | 30           |
| 2019/2020                   | Kirill Kaprizov          | CSKA Moskva                                      | 33           |
| 2020/2021                   | Dmitrij Jaškin           | HK Dynamo Moskva                                 | 38           |
| 2021/2022                   | Niko Ojamäki             | HK Viťaz Moskevská oblast                        | 29           |
| 2022/2023                   | Dmitrij Jaškin           | SKA Petrohrad                                    | 40           |
| 2023/2024                   | Reid Boucher             | Avangard Oms                                     | 44           |
| 2024/2025                   | Joshua Leivo             | Salavat Julajev Ufa                              | 49           |
| Zdroj na eliteprospects.com |                          |                                                  |              |